# Хіміко
Хіміко (яп. 卑弥呼, ひみこ ? —248) — правителька і головна жриця давньояпонської країни Яматай періоду Яйой. Згадується в китайському «Переказі про людей ва Записів Вей» 3 століття. Керувала 30 країнами на території Японського архіпелагу. 239 року відправила до китайської династії Вей посольство із даниною, за що отримала титул «японського вана, союзного Вей», золоту печатку та багаті дари. Інші варіанти прочитання її імені — Хімеко або Біміху.

## Біографія
Дата народження Хіміко і деталі її життєпису невідомі. Єдині згадки про неї містяться у «Переказі про людей ва Записів Вей». Вони були написані на базі доповідей китайських послів, що відвідали країни народу ва — тогочасну Японію — в середині 3 століття. «Переказ» описує Хіміко як жрицю-шаманку, що була обрана правителькою країни Яматай за рішенням японської знаті задля припинення міжусобиць:
|  | В цій країні початково ваном був чоловік, який прожив сімдесят-вісімдесят років. За його правління країни ва знаходилися у смуті, нападаючи один на одного роками. Тоді разом вони поставили ваном одну жінку. Її звали Хіміко. Вона служила шляхові демонів і вміло вводила в оману народ. Хіміко було вже багато років, але вона не мала чоловіка. Був у неї молодший брат, який допомагав керувати країною. Відтоді як ця жінка стала ваном, її мало хто бачив. Тисяча служниць прислуговувало їй, і лише один чоловік — брат, який приносив їй напої та їжу, мав доступ до її покоїв, щоб передати її слова. Палац, в якому перебувала Хіміко, мав велично зведені оглядові вежі і стіни з частоколу. В ньому постійно знаходились люди зі зброєю, які стояли на варті. Оригінальний текст (кит.) 其國本亦以男子爲王住七八十年倭國亂相攻伐歴年乃共立一女子爲王名曰卑彌呼事鬼道能惑衆年已長大無夫壻有男弟佐治國自爲王以來少有見者以婢千人自侍唯有男子一人給飲食傳辭出入居處宮室樓觀城柵嚴設常有人持兵守衞{{{footer}}} |

239 року Хіміко надіслала до імператора китайської династії Вей послів із даниною. За це імператор надав їй титул японського вана, дружнього Вей, а також золоту печатку, одяг і бронзові дзеркала:
|  | У шостому місяці другого року Цзінчу [239] ван-жінка країни ва вислала великого мужа дафу Нансьомая та інших до командирства Дайфан, де вони прохали дозволу прибути до Сина Неба та піднести йому данину. Тайшоу Лю Ся відправив урядовця, який супроводжував їх до столиці. Дванадцятого місяця того ж року імператорський письмовий наказ повідомляв вану-жінці наступне: «Наказую Хіміко, ванові країни ва, рідному династії Вей! Дайфанський тайшоу Лю Ся відправив посла провести твого великого мужа дафу Нансьомая і другого посла Тосіґюрі. До нас прибули піднесені тобою чотири раби, шестеро рабинь і два різнокольорових сувої полотна довжиною у два чжан. Хоча твоя країна дуже далеко, ти відправила послів і принесла данину. За твою вірність і покірність, ти нам надзвичайно мила. Тепер ми постановляємо тебе ваном ва, дружнім династії Вей, і вручаємо золоту печатку з фіолетовим мотузком, яку запакувавши, тимчасово передамо дайфанському тайшоу. Вмиротворюй свій народ і старайся у покірності нам. Твої прибулі посли Нансьомай та Тосіґюрі йшли здалеку і стомилися в дорозі. Тепер ми призначаємо Нансьомая генералом шуайшань-чжунланом, а Тосіґюрі — офіцером шуайшань-сяовеєм, і вручаємо їм срібні печатки із синіми мотузками. Зустрівшись з ними, ми повертаємо їх з дарами. Цього разу ми відповідаємо на твоє підношення п'ятьма сувоями парчі з перехрещеними драконами на червоному тлі, десятьма рулонами тонконканих вовняних килимів на червоному тлі, п'ятдесятьма сувоями червоногарячого шовку і п'ятдесятьма сувоями яскраво синього полотна. Також, спеціально даруємо тобі три сувої парчі зі звивистим візерунком на синьому тлі, п'ять рулонів тонких, різнокольорових і пишних килимів, п'ятдесят сувоїв білого шовку, вісім лян золота, два меча довжиною у п'ять чі, сто бронзових дзеркал, а ще й перлів і свинцеві рум'яна, кожних по п'ятдесят гінів. Все запакувавши, передаємо Нансьомаю та Тосіґюрі. Коли посли повернуться, опиши і прийми подарунки, та покажи їх усім людям своєї країни, щоб знали, що ти мила нашій державі. Саме тому щиро даруємо тобі наші улюблені речі». Першого року Чженші [240] тайшоу Гунцзунь відправив послом офіцера цзяньчжун-сяовея на ім'я Ті Цзюн та інших до країни ва з імператорським письмовим наказом і печаткою з мотузками. Він вручив їх вану країни ва, а також подарував жалувані за наказом золото, одяг, парчу, килими, мечі, дзеркала і дорогоцінні камені. Ван країни ва прийняла наказ через посла і подякувала за імператорську милість. Оригінальний текст (кит.) 景初二年六月倭女王遣大夫難升米等詣郡求詣天子朝獻 太守劉夏遣吏將送詣京都 其年十二月詔書報倭女王曰制詔親魏倭王卑彌呼帶方太守劉夏遣使送汝大夫難升米次使都市牛利奉汝所獻男生口四人女生口六人斑布二匹二丈以到汝所在踰遠乃遣使貢獻是汝之忠孝我甚哀汝今以汝爲親魏倭王假金印紫綬裝封付帶方太守假授汝其綏撫種人勉爲孝順汝來使難升米牛利渉遠道路勤勞今以難升米爲率善中郎將牛利爲率善校尉假銀印靑綬引見勞賜遣還今以絳地交龍錦五匹〔臣松之以爲地應爲綈漢文帝著皀 衣謂之弋綈是也此字不體非魏朝之失則傳寫者誤也〕絳地縐粟罽十張蒨絳五十匹紺靑五十匹答汝所獻貢直又特賜汝紺地句文錦三匹細班華罽五張白絹五十匹金八兩五尺刀二口銅鏡百枚眞珠鉛丹各五十斤皆裝封付難升米牛利還到録受悉可以示汝國中人使知國家哀汝故鄭重賜汝好物也 正始元年太守弓遵遣建中校尉梯儁等奉詔書印綬詣倭國拜假倭王幷齎詔賜金帛錦罽刀鏡采物倭王因使上表答謝詔恩{{{footer}}} |

243 року Хіміко вдруге відправила послів із даниною. Це свідчило, що країна Яматай увійшла до східноазійської китаєцентричної системи міжнародних відносин і визнавала себе данником Китаю. У відповідь китайці надали Хіміко жовтий стяг своєї династії, обіцяючи політичну підтримку під час воєн на Японському архіпелазі:
|  | Четвертого року Чженші [243] ван країни ва також відправив послами великих мужів дафу Ісеікі, Екіяку та інших вісім чоловік піднести імператору рабів, японську парчу, червоно-зелений тонкотканий шовк, шовковий одяг, кіновар, дерев'яні луки і стріли для короткого лука. Екіяку та іншим були разом пожалувані печатки з мотузками генералів шуайшань-чжунланів. Шостого року Чженші [245] імператор наказав подарувати послу ва Нансьомая жовтий стяг, який тимчасово передав до командирства Дайфан. Восьмого року Чженші [247] тайшоу Ванці заступив на посаду голови командирства Дайфан. Ван-жінка країни ва і ван-чоловік країни Куна, Хімікюко, віддавна не були у мирі, тому жінка відіслала посла ва на ім'я Сайсіуецу та інших до командирства Дайфан, пояснивши, що обидві країни нападають одна на одну. Голова командирства відправив писаря сайцао-юйші Чжан Чжена та інших передати імператорський письмовий наказ та жалувати жовтий стяг Нансьомаю, про що сповіщав вана-жінку заявою. Оригінальний текст (кит.) 其四年倭王復遣使大夫伊聲耆掖邪狗等八人上獻生口倭錦絳靑縑緜衣帛布丹木弣短弓矢掖邪狗等壹拜率善中郎將印綬 其六年詔賜倭難升米黄幢付郡假授 其八年太守王頎到官倭女王卑彌呼與狗奴國男王卑彌弓呼素不和遣倭載斯烏越等詣郡說相攻擊状遣塞曹掾史張政等因齎詔書黄幢拜假難升米爲檄告喩之{{{footer}}} |

Після 247 року Хіміко померла. Її поховали у кургані, шириною 120 м, разом із прислугою. Смерть літньої правительки спричинила нові міжусобиці. Вони скінчилися обранням нової володарки — юної жриці Ійо, родички покійної Хіміко:
|  | По смерті Хіміко спорудили великий насип, діаметром у сто кроків, в якому разом із нею поховали сто з лишком рабів. Після цього знову поставили ваном чоловіка, але люд в країні не підкорився. Знову почались убивства один одного, в яких у той час загинуло тисяча з лишком чоловік. Тоді вкотре постановили ваном жінку, тринадцятирічну Ійо, родичку Хіміко, і в країні нарешті все упорядкувалося. Оригінальний текст (кит.) 卑彌呼以死大作冢徑百餘歩徇葬者奴婢百餘人更立男王國中不服更相誅殺當時殺千餘人復立卑彌呼宗女壹與年十三爲王國中遂定 {{{footer}}} |

## Образ

Хіміко — персонаж відеогри «Warriors Orochi 2»

Відсутність згадок про Хіміко у японських писемних джерелах породили гіпотези, що намагалися ідентифікували її з легендарними діячами японської старовини. Цю правительку ототожнювали із синтоїстською богинею сонця Аматерасу, напівміфічною завойовницею Кореї імператрицею Дзінґу, першою жрицею святилища Ісе і донькою Імператора Суйніна принцесою Яматохіме, а також ворожкою і донькою Імператора Корея принцесою Ямато тотохі момосохіме. Японські науковці 17 — 19 століття намагалися прив'язати її до генеалогічного дерева Імператорського роду Японії. Проте всі інтерпретації базувалися лише на припущеннях і не мали переконливої доказової бази. У зв'язку з цим, починаючи з 20 століття, дослідники Хіміко акцентують увагу на її управлінських якостях, дипломатії та релігійній діяльності, а не пошуках паралелей з правительками минулого.
Постать Хіміко пов'язується із витоками японської державності. Їй встановлено бронзовий пам'ятник на території міста Кандзакі префектури Саґа, неподалік стародавнього історичного поселення Йосіноґарі періоду Яйой. Образ Хіміко як вродливої жінки-чарівниці активно використовується в масовій культурі — літературі, піснях, анімації, іграх, телебаченні. Її іменем названа одне з японських підприємств, що займається виробленням модного жіночого взуття та токійський круїзний корабель у вигляді космічного шатлу